# My Winter Storm
My Winter Storm – to druga solowa płyta Tarji Turunen, byłej wokalistki zespołu symfoniczno metalowego Nightwish.

## Lista utworów
1. Ite, missa est – 00:27
2. "I Walk Alone" – 3:53
3. "Lost Northern Star" – 4:22
4. Seeking For The Reign – 00:58
5. "The Reign" – 4:07
6. The Escape Of The Doll – 00:32
7. "My Little Phoenix" – 4:02
8. "Die Alive" – 4:04
9. "Boy And The Ghost" – 4:36
10. "Sing For Me" – 4:16
11. "Oasis" – 5:10
12. "Poison" (cover Alice'a Coopera) – 4:01
13. "Our Great Divide" – 5:05
14. Sunset – 00:36
15. "Damned And Divine" – 4:29
16. "Minor Heaven" – 4:00
17. "Ciarán's Well" – 3:37
18. "Calling Grace" – 3:06

## Listy sprzedaży
| Lista                   | Kraj       | Pozycja |
| ----------------------- | ---------- | ------- |
| VG-lista                | Norwegia   | 37      |
| Ö3 Austria Top 40       | Austria    | 11      |
| Sverigetopplistan       | Szwecja    | 41      |
| Media Control Charts    | Niemcy     | 3       |
| Suomen virallinen lista | Finlandia  | 1       |
| Schweizer Hitparade     | Szwajcaria | 15      |